# Dieter Friede (Journalist)
Dieter Friede (* 8. August 1907 in Berlin-Karlshorst; † 6. Januar 1967 in West-Berlin) war ein Berliner Zeitungsjournalist und Chefredakteur. Er wurde 1947 vom NKWD verhaftet und blieb bis 1955 in sowjetischen Gefängnissen und Lagern.

## Leben
Dieter Friede arbeitete seit 1930 als Journalist. Über seine Tätigkeiten ab 1933 gibt es keine Informationen.
1945 wurde er Chefredakteur der neuen Tageszeitung Der Berliner und blieb dies bis 1946, als diese in Der Telegraph umgewandelt wurde.
Danach schrieb er für die amerikanisch lizenzierte Tageszeitung Der Abend, vor allem aus der sowjetischen Besatzungszone und aus dem Ostsektor Berlins. Er galt als rechter Liberaler, der der sowjetischen Politik sehr kritisch gegenüberstand und dies offenbar in seinen Artikeln auch so mitteilte.
Am 1. November 1947 erhielt Dieter Friede einen Anruf von seinem Bekannten Dr. Dau, dass er nach Friedrichshagen  in den östlichen Sektor kommen solle, um dort einem Verletzten zu helfen. Am 2. November fuhr er dorthin und wurde im Wartezimmer des Arztes von NKWD-Mitarbeitern verhaftet. Am folgenden Tag erschien ein Herr ausländischen Typs bei seiner Zimmerwirtin im britischen Sektor Berlins und erklärte ihr, er wolle im Auftrag des Abends ein paar Unterlagen aus Friedes Schreibtisch holen, dieser werde nicht wiederkommen. Sie verweigerte ihm dieses.
In der West-Berliner Presse war die Aufregung groß, da man über das Verschwinden Friedes keine weiteren Informationen hatte. Der sowjetische Stadtkommandant Kotikow erklärte auf Anfrage amerikanischer Militärvertreter, er habe keine Kenntnis von einem Fall Friede.
Im März 1948 berichtete die Ost-Berliner Nachrichtenagentur ADN, dass Dieter Friede wegen Spionage für den amerikanischen und britischen Geheimdienst verhaftet worden sei, und auch ein Geständnis abgelegt hätte.
Im März 1949 wurde er in Potsdam wegen Spionage zu 25 Jahren Lagerhaft verurteilt.
Danach wurde er in das Gefängnis nach Dresden gebracht. Er war außerdem im Lager Sachsenhausen bei Berlin und kam dann in Gefängnisse in Moskau, Ochta und Gorki, anschließend in das Straflager Workuta.
1955 kam Dieter Friede mit den letzten deutschen Kriegsgefangenen im Durchgangslager Friedland nach der Vermittlung Adenauers an.
Danach veröffentlichte er mehrere Bücher und war wahrscheinlich auch wieder als Journalist tätig.
1967 starb Dieter Friede in West-Berlin. 

## Publikationen
Autor
- England, Horizont, Berlin, 1948
- Das russische Perpetuum Mobile, Marienburg-Verlag, Würzburg, 1959, 2 Auflagen
- Der verheimlichte Bismarck, Holzner, Würzburg, 1960

Mitarbeiter
- Fibel zur Deutschlandfrage, Hrsg. Bund der Vertriebenen. Red. Otto von Fircks. Mitarb. Dieter Friede, Schroedel, Berlin, 1962